# Shin Ha-kyun
Shin Ha-kyun (en hangul, 신하균; Seúl, Corea del Sur - 30 de mayo de 1974) es un actor surcoreano.

## Carrera
Es miembro de la agencia HODU&U Entertainment (호두앤유엔터테인먼트).
Shin Ha-kyun se formó como actor de teatro en el Instituto de Artes de Seúl antes de pasar a actuar en un gran número de obras de Jang Jin. Cuando en 1998 Jang Jin dirigió su primera película The Happenings, Shin fue elegido y ha aparecido desde entonces en casi todos los largometrajes de Jang. Impresionado por su talento interpretativo, el director Kim Ji-woon le dio papeles menores en The King Foul y su película de 30 minutos de internet Coming Out.
Shin se convirtió en una superestrella con su papel de joven soldado de Corea del Norte en la película de Park Chan-wook Joint Security Area a finales de 2000. Después protagonizó Guns & Talks con otra gran promesa del cine por aquel entonces, el actor Won Bin.
En los próximos dos años Shin tomaría dos papeles fuertes que vendrían a definir su carrera. Protagoniza Sympathy for Mr. Vengeance, la aclamada primera película de la denominada "Trilogía de la venganza" de Park Chan-Wook. Interpreta brillantemente a Ryu, un chico sordomudo con el pelo teñido de verde que es impulsado por la desesperación a secuestrar a una niña para poder pagar con el rescate una operación a su hermana enferma. En 2003, interpretó a un hombre desequilibrado mental que cree que los extraterrestres están planeando invadir la tierra en Save the Green Planet! de Jang Joon-hwan En conjunto, estas dos actuaciones intensas y angustiosas por parte de Shin fueron una impresionante demostración de su talento interpretativo. 
También son destacables sus actuaciones en dos películas muy diferentes establecidas durante la guerra de Corea. Bienvenido a Dongmakgol, una comedia dramática que se desarrolla en un pequeño pueblo de montaña, y The Front Line, una desgarradora historia de los soldados que luchan sobre una pequeña colina que periódicamente cambia de manos. El versátil actor ha desempeñado los siguientes papeles:. un hombre discapacitado en My Brother, un cartero rural en A Letter From Mars, un sospechoso bajo interrogatorio en Murder, Take One, un sicario excéntrico en No Mercy for the Rude, un artista luchador que hace una apuesta imprudente en The Devil's Game, nuevamente a las ordendes de Park Chan-Wook como un marido enfermo cornudo en Thirst , un macho policía en Foxy Festival, y un profesor de música que tiene un romance en Cafe Noir.
Sobre todo actor de cine, Shin había hecho anteriormente sólo una serie de televisión, Good Person 2003. Pero en 2010 volvió a la televisión con Harvest Villa, peculiar serie que se emitió en el canal de cable TVN. Luego, en el drama de 2011 Brain médico, su interpretación de un neurocirujano frío, ambicioso lo llevó a nuevos niveles de popularidad mainstream, y más tarde ganó el Gran Premio ("Daesang") en los Premios de Drama de KBS. Shin también ha hecho un cameo para película de suspenso Thieves (2012)
En agosto del 2018 se anunció que se había unido al elenco de la serie Bad Detective, donde dio vida al psicópata y genio detective Woo Tae-suk. La serie es una adaptación de la serie británica "Luther".
El 6 de mayo del 2020 se unió al elenco principal de la serie Soul Repairer (también conocida como "Fix You" o "Soul Mechanic") donde interpretó a Lee Si-joon, un psiquiatra en un hospital general que dice que su cosa favorita en el mundo y lo que mejor hace es tratar a sus pacientes, hasta el final de la serie el 25 de junio del mismo año.
El 19 de febrero de 2021 se unió al elenco principal de la serie Freak (también conocida como "Monster") donde dio vida a Lee Dong-shik, un ex detective que luego de ser degradado a realizar trabajos serviles en una comisaría de policía local, hasta el final de la serie el 10 de abril del mismo año.
En octubre de 2022 protagonizó junto a Han Ji-min la serie de ciencia ficción Yonder, el debut en este medio del director Lee Joon-ik. En ella su personaje es Jae-hyun, un reportero de Science M que vive una vida vacía después de la muerte de su esposa, y que un día recibe un correo electrónico de esta en el que le invita a un lugar donde podrán reencontrarse.

## Filmografía

### Seriesweby de televisión
| Año  | Título en inglés | Título en coreano | Personaje         | Director                     | Canal        | Notas        | Ref.                 |
| ---- | ---------------- | ----------------- | ----------------- | ---------------------------- | ------------ | ------------ | -------------------- |
| 2003 | Good Person      | 좋은 사람         | Park Joon-pil     | Yu Jeong-Jun                 |              |              |                      |
| 2010 | Harvest Villa    | 위기일발 풍년빌라 | Oh Bok-kyu        | Jo Hyun-tak                  |              |              |                      |
| 2011 | Brain            | 브레인            | Lee Kang-hoon     | Yoo Hyun-ki                  |              |              |                      |
| 2018 | Bad Detective    | 나쁜 형사         | Det. Woo Tae-seok |                              |              |              |                      |
| 2020 | Soul Mechanic    | 영혼수선공        | Psiq. Lee Si-joon | Yoo Hyun-ki                  | KBS2         |              | [ 12 ]               |
| 2021 | Freak            | 괴물              | Lee Dong-shik     |                              | JTBC         | 16 episodios |                      |
| 2022 | Yonder           | 욘더              | Jae-hyun          | Lee Joon-ik                  | TVING        | 6 episodios  | [ 13 ]               |
| 2022 | Unicorn          | -                 | -                 |                              | Coupang Play | Sitcom       | [ 14 ]               |
| 2024 | The Auditors     | 감사합니다        | Shin Cha-il       | Kwon Young-il y Joo Sang-gyu | tvN          |              | [ 15 ] [ 16 ] [ 17 ] |

### Películas
| Año  | Título en inglés                                | Título en coreano  | Personaje                        | Director                                         | Notas        |
| ---- | ----------------------------------------------- | ------------------ | -------------------------------- | ------------------------------------------------ | ------------ |
| 1998 | The Happenings                                  | 기막힌 사내들      | Kim Choo-rak (김추락)            | Jang Jin (장진)                                  |              |
| 1999 | The Spy                                         | 간첩 리철진        | Oh Woo-yeol (오우열)             | Jang Jin (장진)                                  |              |
| 2000 | Coming Out                                      | 커밍 아웃          | Jae-min (재민)                   | Kim Ji-woon (김지운)                             | short film   |
| 2000 | The Foul King                                   | 반칙왕             |                                  | Kim Ji-woon (김지운)                             | cameo        |
| 2000 | Joint Security Area                             | 공동경비구역 JSA   | Jung Woo-jin (정우진)            | Park Chan-wook (박찬욱)                          |              |
| 2001 | Guns & Talks                                    | 킬러들의 수다      | Jung-woo (정우)                  | Jang Jin (장진)                                  |              |
| 2002 | Surprise (aka Surprise Party)                   | 서프라이즈         | In-hoo (인후)                    | Kim Jin-seong (김진성)                           |              |
| 2002 | No Comment                                      | 묻지마 패밀리      |                                  | Park Sang-won (박상원) Park Kwang-hyeon (박광현) |              |
| 2002 | Sympathy for Mr. Vengeance                      | 복수는 나의 것     | Ryu (류)                         | Park Chan-wook (박찬욱)                          |              |
| 2003 | Save The Green Planet!                          | 지구를 지켜라!     | Lee Byung-gu (이병구)            | Jang Joon-hwan (장준환)                          |              |
| 2003 | A Man Who Went to Mars (aka A Letter From Mars) | 화성으로 간 사나이 | Lee Seung-jae (이승재)           | Kim Jeong-kwon (김정권)                          |              |
| 2004 | My Brother                                      | 우리형             | Kim Sung-hyun (김성현)           | Ahn Kwon-tae (안권태)                            |              |
| 2004 | Hair                                            | 털                 | Kang Woon-do (강운도)            | Jang Joon-hwan (장준환)                          | short film   |
| 2005 | Sympathy for Lady Vengeance                     | 친절한 금자씨      | hired assassin #2                | Park Chan-wook (박찬욱)                          | cameo        |
| 2005 | Welcome to Dongmakgol                           | 웰컴 투 동막골     | Pyo Hyun-chul (표현철)           | Park Kwang-hyeon (박광현)                        |              |
| 2005 | Murder, Take One (aka The Big Scene)            | 박수칠 때 떠나라   | Kim Young-hoon (김영훈)          | Jang Jin (장진)                                  |              |
| 2006 | No Mercy for the Rude                           | 예의없는 것들      | Killa (킬라)                     | Park Cheol-hee (박철희)                          |              |
| 2007 | My Son (aka A Day with My Son)                  | 아들               | Uncle Goose (삼촌 기러기 목소리) | Jang Jin (장진)                                  | voice cameo  |
| 2008 | The Game (aka The Devil's Game)                 | 더 게임            | Min Hee-do (민희도)              | Yoon In-ho (윤인호)                              |              |
| 2009 | Thirst                                          | 박쥐               | Kang-woo (강우)                  | Park Chan-wook (박찬욱)                          |              |
| 2010 | Quiz King (aka The Quiz Show Scandal)           | 퀴즈왕             | Ph.D (공학박사)                  | Jang Jin (장진)                                  | cameo        |
| 2010 | Festival (aka Foxy Festival)                    | 페스티발           | Kwak Jang-bae (곽장배)           | Lee Hae-young (이해영)                           |              |
| 2010 | Cafe Noir                                       | 카페 느와르        | Young-soo (영수)                 | Jung Sung-il (정성일)                            |              |
| 2011 | The Front Line                                  | 고지전             | Kang Eun-pyo (강은표)            | Jang Hoon (장훈)                                 |              |
| 2012 | The Thieves                                     | 도둑들             | art gallery director Lee         | Choi Dong-hoon (최동훈)                          | cameo        |
| 2013 | Running Man                                     | 런닝맨             |                                  | Jo Dong-oh (조동오)                              |              |
| 2015 | Empire of Lust                                  |                    | Kim Min-jae                      |                                                  | protagonista |
| 2017 | The Villainess                                  |                    |                                  |                                                  |              |
| 2017 | Room No.7                                       | 7호실              |                                  | Doo-shik                                         | protagonista |
| 2022 | Anchor                                          | 앵커               | In-ho                            | Jung Ji-yeon                                     | protagonista |

### Espectáculos de variedades
| Año  | Título      | Canal | Notas             |
| ---- | ----------- | ----- | ----------------- |
| 2019 | Running Man | SBS   | invitada, ep. 449 |

### Teatro
- Taxi Driver (1997)
- Magic Time (1998)
- Vain Effort (1999)
- Leave When They're Applauding (2000)
- Welcome to Dongmakgol (2002)

### Apariciones en vídeos musicales
- "I Love You" – Position (2000)
- "Hwil-li-li" – Lee Soo-young (2004)
- "Andante" – Lee Soo-young (2004)
- "Just Laugh" – Zia (2010)

## Premios y nominaciones

### Premios
- 2021 57th Baeksang Arts Awards: Best Actor (Freak)[21][22]
- 2018 2018 MBC Drama Award	- Top Excellence Award, Actor in a Monday-Tuesday Drama	(Less Than Evil)[23]
- 2018 2018 MBC Drama Award	- In Awe Award (Less Than Evil)
- 2012 24th Producers Awards of Korea - Best Actor (Brain)
- 2011 KBS Drama Acting Awards – Grand Prize (Brain)
- 2011 KBS Drama Acting Awards – Netizen Award (Brain)
- 2011 KBS Drama Acting Awards – Best Couple Award with Choi Jung-won (Brain)
- 2007 41st Taxpayer's Day – Exemplary Taxpayer Citation
- 2003 4th Pusan Film Critics Awards – Best Actor (Save the Green Planet!)
- 2001 16th Golden Disk Awards – Popular Music Video Award (Position – "I Love You")
- 2000 21st Blue Dragon Film Awards – Best Supporting Actor (Joint Security Area)
- 2000 8th Chunsa Film Art Awards – Best Supporting Actor (Joint Security Area)
- 2000 3rd Director's Cut Awards – Best New Actor (Joint Security Area)